# Eva Lind
Eva Lind, född 14 juni 1966, är en österrikisk operasopran.
Lind debuterade vid 17 års ålder som blomsterflicka i Parsifal på Landestheater i Innsbruck, och fick sitt genombrott som 19-åring då hon sjöng Lucia di Lammermoor i Basel. Hon har framfört ett mycket stort antal välkända operaverk genom åren.

## Operainspelningar
- Les contes d'Hoffmann (Olympia) Staatskapelle Dresden, Jeffrey Tate
- La sonnambula (Amina) Orchestra of Eastern Netherlands, Gabriele Bellini
- Der Freischütz (Ännchen) Staatskapelle Dresden, Sir Colin Davis
- La finta semplice (Ninetta) Kammerorchester Ch. P. E. Bach, Peter Schreier
- Die Fledermaus (Adele) Münchner Rundfunkorchester, Plácido Domingo
- Hänsel und Gretel (Taumännchen) Bayerisches Rundfunk-Sinfonieorchester, Jeffrey Tate
- Die Zauberflöte (Papagena) Academy of St Martin in the Fields, Sir Neville Marriner
- Die Frau ohne Schatten (Hüter der Schwelle) Wiener Philharmoniker, Sir Georg Solti
- Ariadne auf Naxos (Najade) Gewandhausorchester Leipzig, Kurt Masur